# Kodomena
U matematici, kodomena ili područje vrijednosti funkcije f : X → Y je skup Y.
Domena funkcije f je skup X.
Slika funkcije f je skup f(X) definiran s  {f(x) : x ∈ X}.
Iz ovih definicija slijedi da je slika funkcije f uvijek podskup kodomene od f.

## Primjer
Zorni prikaz razlike između kodomene i slike se može pronaći razmatranjem matrice linearne transformacije. Dogovorno je domena linearne transformacije asocirane s matricom {\displaystyle \mathbb {R} ^{n}} a kodomena {\displaystyle \mathbb {R} ^{m}}, pri čemu je matrica tipa {\displaystyle m\times n} (ima m redaka i n stupaca). Ali bi slika (skup brojeva dobiven množenjem udesno svakog vektor-stupca matrice duljine n) mogla biti znatno manja. Na primjer, ako matrica sadrži samo nule, tada je bez obzira na veličinu njena slika samo vektor 0. Dimenzija rezultirajućeg vektora je m. Ovo je važan zaključak, s obzirom na to da je dovoljno promijeniti samo jedan broj u matrici da njena slika ne bude nula.
Drugi primjer: neka je funkcija f funkcija nad realnim brojevima:
{\displaystyle f\colon \mathbb {R} \rightarrow \mathbb {R} }
definirana sa
{\displaystyle f\colon \,x\mapsto x^{2}.}
Kodomena funkcije f jest R, ali očito f(x) nikad ne poprima negativne vrijednosti, te je stoga slika u biti skup R0+—nenegativnih realnih brojeva, tj. interval [0,∞):
{\displaystyle 0\leq f(x)<\infty .}
Funkcija g je mogla biti definirana i na sljedeći način:
{\displaystyle g\colon \mathbb {R} \rightarrow \mathbb {R} _{0}^{+}}
{\displaystyle g\colon \,x\mapsto x^{2}.}
Iako f i g imaju isti krajnji učinak na dani broj, one nisu, u modernom shvaćanju, jednake funkcije, pošto imaju različite kodomene.
Da bismo pobliže vidjeli zašto, pretpostavimo da imamo definiranu drugu funkciju,
{\displaystyle h\colon \,x\mapsto {\sqrt {x}}.}
Moramo definirati domenu te funkcije kao {\displaystyle \mathbb {R} _{0}^{+}}:
{\displaystyle h\colon \mathbb {R} _{0}^{+}\rightarrow \mathbb {R} }.
Sada definirajmo kompozicije
{\displaystyle h\circ f},

{\displaystyle h\circ g}.
Postavlja se pitanje, koja od ovih kompozicija ima smisla?
Ispostavlja se da je prva ta koje nema smisla. Pretpostavimo da ne znamo koja je slika funkcije f - samo znamo da može poprimiti vrijednosti iz {\displaystyle \mathbb {R} }. Ali tad dolazi do problema, pošto drugi korijen nije definiran za negativne brojeve! Sad imamo moguću kontradikciju.
Ovakva je situacija nejasna, i u formalnom bi se radu trebala izbjegavati. Kompozicija funkcija stoga zahtijeva po definiciji da kodomena (ne slika, koja je pak posljedica funkcije i stoga neodređena na razini kompozicije) funkcije na desnoj strani bude jednaka domeni funkcije na lijevoj strani.
Kodomena može utjecati na surjektivnost funkcije - u našem primjeru, g je surjekcija dok f to nije. Kodomena ne utječe na injektivnost funkcije.